# Uri Rosenthal

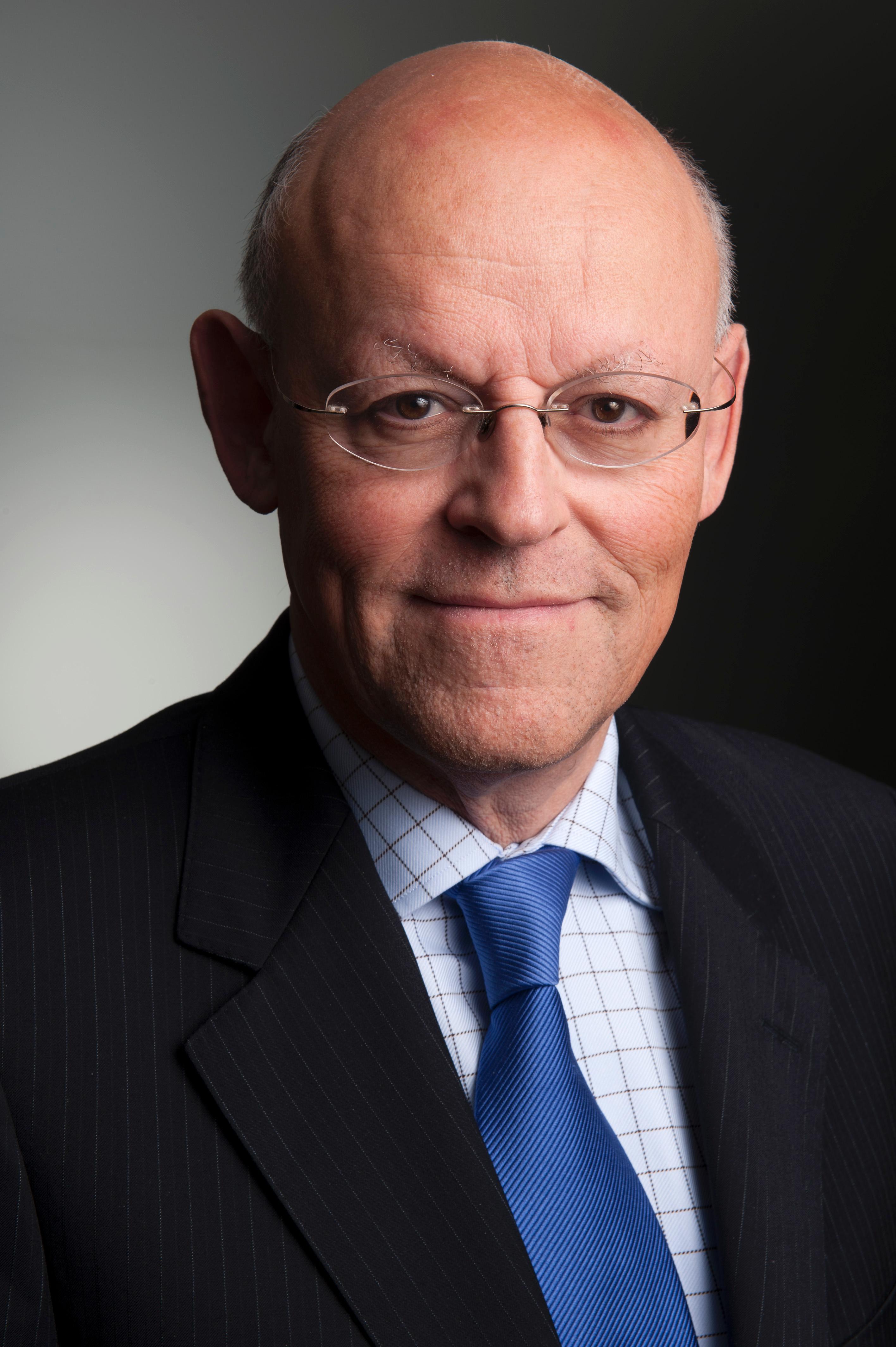
Uri Rosenthal (2011)

Uriël (Uri) Rosenthal (* 19. Juli 1945 in Montreux, Schweiz) ist ein niederländischer Politologe und Politiker (Mitglied der Volkspartij voor Vrijheid en Democratie, VVD). Von Oktober 2010 bis November 2012 war er Außenminister der Niederlande. 
Bevor er sein Ministeramt antrat, war er ab 1999 Mitglied der Ersten Kammer der Generalstaaten, wo er ab 2005 auch Fraktionsvorsitzender für die VVD war. Neben seinen politischen Funktionen ist er Professor für Verwaltungswissenschaft an der Universität Leiden und Vorsitzender des COT Instituut voor Veiligheids- en Crisismanagement, einem Beratungsunternehmen, das sich mit Fragen zu Krisenmanagement und Sicherheit beschäftigt. Nach den niederländischen Parlamentswahlen 2010 war er außerdem als einer von insgesamt fünf Informateuren tätig.
Uri Rosenthal ist verheiratet und lebt in Rotterdam. Er ist jüdischer Herkunft, aber nicht praktizierend.

## Schriften
- Political order: Rewards, Punishments and Political Stability, Dissertation, 1978
- Coping with crises: The management of disasters, riots and terrorism, 1989
- The 1993 and 1995 floods in Western Europe: a comparative study in France, Belgium, Germany and the Netherlands, 1997
- Managing crises: threats, dilemmas, opportunities, 2001
- The evil of terrorism, 2007

- mit Paul 't Hart (Hrsg.): Flood response and crisis management in Western Europe. A comparative analysis. Springer, Berlin u. a. 1998, ISBN 3-540-63641-2.